# Brendan Murray
Brendan Murray, född 16 november 1996 i Galway, är en irländsk sångare och före detta medlem i pojkbandet Hometown. Han representerade Irland i Eurovision Song Contest 2017 i Kiev med låten "Dying to Try" som soloartist.

## Karriär

### 2014-2016: Hometown
År 2014 blev Murray medlem i pojkbandet Hometown, skapat av Louis Walsh. Bandet hade tre stycken låtar som hamnade på listan i deras hemland, inklusive låtarna "Where I Belong" (2014) och "Cry for Help" (2015). Deras debutalbum, "HomeTown", släpptes den 20 november 2015 och hamnade på en fjärdeplats i Irland. I december 2016 meddelade bandet att de skulle ta en paus på obestämd tid.

### 2016-nutid: Eurovision Song Contest 2017
Den 16 december 2016 stod det klart att Murray kommer representera Irland i Eurovision Song Contest 2017 i Kiev. Hans låt "Dying to Try" släpptes den 10 mars 2017.